# 글러브 온 파이트
《글러브 온 파이트》(グローヴ オン ファイト, Glove on Fight)는 와타나베 세이사쿠조(渡辺製作所)가 2002년에 출시한 격투 동인 게임이다. 이 게임의 이름은 호혈사일족 3 - 그루브 온 파이트에세 따왔다. 총 8 명의 캐릭터가 있다.
- 츠키미야 아유 (카논)
- 시엘 (월희)
- 데지코 (디 지 케롯)
- 에코코 (일본의 동북 전기 주식회사의 마스코트)
- 모리 세이카 (건퍼레이드 마치)
- 유미즈카 사츠키 (월희)
- 미나세 아키코 (카논)
- 쿠로스가와 아야카 (투하트)